# Cratere Jenner
Jenner è un cratere lunare di 73,66 km situato nella parte sud-occidentale della faccia nascosta della Luna, all'interno del Mare Australe poco oltre il terminatore. Quasi attaccato al margine esterno orientale di Jenner vi è il grande cratere sommerso Lamb. Data la sua posizione può essere osservato dalla Terra durante i periodi di librazione e illuminazione favorevoli.
Il cratere ha una forma circolare con un bordo acuminato ma piuttosto irregolare che non è stato eroso significativamente. Vi sono alcuni terrazzamenti, in particolare lungo le pareti interne a sudovest, e alcuni cumuli lungo il margine sudorientale. La superficie interna è stata ricoperta da lava basaltica, che ha lasciato un terreno particolarmente scuro. Non vi sono brecce lungo il perimetro esterno da cui la lava avrebbe potuto entrare nel cratere, per cui è presumibilmente affluita da sotto. L'interno è caratterizzato solamente da alcuni minuscoli crateri. Nell'area circostante Jenner vi è una sorta di bastione di ejecta (detriti espulsi durante la formazione di un cratere) che si estende per più di metà diametro del cratere in alcune direzioni.
Il cratere è dedicato al naturalista britannico Edward Jenner.

## Crateri correlati
Alcuni crateri minori situati in prossimità di Jenner sono convenzionalmente identificati, sulle mappe lunari, attraverso una lettera associata al nome.
| Jenner | Coordinate            | Diametro (in km) |
| ------ | --------------------- | ---------------- |
| M      | 45°51′00″S 95°41′24″E | 10,62            |
| X      | 37°19′12″S 93°49′48″E | 12,53            |
| Y      | 38°30′00″S 94°46′12″E | 31,18            |